# Хинотега
Град Хинотега (шпански изговор: [киноˈтеɣа]) главни је град департмана Хинотега у северном централном региону Никарагве.
Град се налази у дугој долини окруженој хладном климом и гребеном Даријенсе Исабелија смештеном 142 км северно од главног града Манагве. Град Хинотега има 41.134 становника, а департман 332.335 (попис становништва из 2005). Хинотега производи 80% кафе Никарагве која се извози у Сједињене Државе, Русију, Канаду и Европу.
Такође у Хинотеги има неколико река и језеро, Апанас, вештачко језеро од 51 km² које пружа хидроенергију већем делу земље. Иако постоје неке контрадикције у вези са пореклом имена, Хинотега је углавном познат као „Град магле“ због величанствених облаци облака који се непрестано перу врхом долине. Још једно општеприхваћено име је „Вечни град људи“.
Клима у високим долинама суптропска и тропска, лети сува, зими кишовита, а на планинама прохладна.

## Економија
Почев од краја 19. и почетка 20. века, Хинотегу је покретала економија кафе. Хинотега је и даље главни добављач кафе за Никарагву и за друге земље. Основне житарице (кукуруз, пасуљ и пшеница), поврће (парадајз, зелена салата, лук, купус, першун, ротквица, целер, броколи, кромпир, таро, шаргарепа, краставац) и воћне врсте такође доприносе њеној економији.
Хидроелектрична енергија коју производи фабрика Сентро Америка снабдева енергијом већи део земље.
У Хинотеги постоје три универзитета:
- Universidad Nacional Autónoma de Nicaragua León (UNAN)
- Instituto Nacional Tecnológico (INATEC).
- Universidad del Norte de Nicaragua (UNN).

## Историја
Индијски град Хинотега постојао је пре доласка Шпанаца. Непознато је када су се први Шпанци настанили у Хинотеги. То је морало бити после 1581. године, јер шпански попис из 1581. показује да је то још увек био индијски град. Чак и 1703. када је мисионар Фрај Мархил де Хесус посетио Хинотегу, тамо није било сталних шпанских насељеника. Међутим, до 1731. било је неких сталних, попут Хуана де Кастра, других шпанских презимена попут Гадее, Дуартеа, Алтамирана, Албуркуеркуеа, Фрај Хуан де Зеледона и неких војника. Каже се да је Зеледон овде позвао неке нећаке који су оставили потомке који тамо још увек живе.
Према локалном становништву, Хинотега је основана када се пет шпанских породица преселило северно од Нуеве Сеговије до 1700. године како би населиле заједницу „суве зоне“ Хокомико, Нарањо, Умуре, Окотал Еспесо, која лежи око 15 km јужно од града. Град Хинотега настао је усред планинског подручја налик чинији.
Регија Хинотега је можда ратом најуништенија регија у историји Никарагве. Његова удаљена локација као и близина границе са Хондурасом учинили су је уточиштем побуњеничких снага током последњих седам деценија. Најинтензивније борбе одвијале су се у департману Хинотега између 1927. и 1934. године под управом Аугуста Ц. Сандина и његових трупа (у народу познатих као "лос бандолерос") против америчких окупационих трупа.
Касније, крајем 1970-их, Хинотега је била место жестоког рата између трупа Анастасија Сомозе Дебајла и цивилне побуњеничке популације. Сомоза је поражен 19. јула 1979. Након кратког периода мира, поново је започео грађански рат између владиних трупа новог сандинистичког режима и побуњеника Контраша, који су се осећали издајно од Сандиниста, а финансирале су их Сједињене Државе.